# DFS Classic 1997
Il DFS Classic 1997  è stato un torneo di tennis giocato sull'erba.
È stata la 16ª edizione del DFS Classic, che fa parte della categoria Tier III nell'ambito del WTA Tour 1997.
Si è giocato al Edgbaston Priory Club a Birmingham in Inghilterra, dal 9 al 15 giugno 1997.

## Campionesse

### Singolare
Nathalie Tauziat ha battuto in finale  Yayuk Basuki con il punteggio di 2–6, 6–2, 6–2

### Doppio
Katrina Adams /  Larisa Neiland hanno battuto in finale  Nathalie Tauziat /  Linda Wild con il punteggio di 6–2, 6–3